# José del Prado Palacio
José del Prado y Palacio (Jaén, 3 de gener de 1865 – Espelúy, 14 de febrer de 1926) va ser un enginyer i polític espanyol, ministre d'Instrucció Pública i Belles arts durant el regnat d'Alfons XIII, així com alcalde de Jaén i alcalde de Madrid.

## Biografia
Pertanyia a una de les famílies aristocràtiques de Torredonjimeno (Jaén) que havien fet de la capital Jaén la seva residència. El 7 de gener de 1890 casa amb María Teresa Fernández de Villalta y Coca, filla del I Marquès Pontifici de Villalta.
Membre del Partit Conservador, als 26 anys (1891) va ser nomenat alcalde de Jaén. Durant el seu mandat va influir en l'expansió i modernització de Jaén mitjançant el disseny de l'eix urbanístic del Passeig de la Estación, i la construcció al llarg de la seva traçada del Museu Provincial, l'Asil, la Biblioteca Provincial i els edificis del Govern, així com el característic monument de la Plaça de las Batallas, dedicat a commemorar les victòries de les Naves de Tolosa i de Bailén, adornat amb fosos en bronze de Jacinto Higueras.
En 1893 era ordenat Cavaller de l'Orde Militar de Santiago Va ser elegit diputat per Jaén a les eleccions generals espanyoles de 1899 a 1910 i per Lugo en les de 1914 encara que renunciaria a l'escó en 1915 en ser nomenat senador vitalici.
Va ser ministre d'Instrucció Pública i Belles arts entre el 20 de juliol i el 12 de desembre de 1919 al govern que va presidir Joaquín Sánchez de Toca Calvo. Va ser alcalde de Madrid en dues ocasions, en 1915 i en 1917.
En 1920, Alfons XIII li va atorgar el títol de marquès del Rincón de San Ildefonso.
A més dels càrrecs esmentats anteriorment va ser Secretari i, més tard, Vicepresident del Congrés, Director General d'Obres Públiques i Agricultura, Senador del Regne, Majordom de Sa Majestat Alfons XIII, Mestrant de la Real Maestranza de Caballeria de Granada, i va ser condecorat amb la Creu d'Isabel la Catòlica, la Creu del Mèrit Militar i la Creu de Sant Gregori el Gran.